# Svjatlana Baginskaja
Svjatlana Leanidaŭna Baginskaja, eller Bahinskaja, (Vitryska: Святлана Леанідаўна Багінская), oftare kallad det ryska namnet Svetlana Leonidovna Boginskaja (Ryska: Светлана Леонидовна Богинская), född 9 februari 1973, är en tidigare gymnast från Minsk som  representerade Sovjetunionen, OSS och Vitryssland. Hon har vunnit guld i OS, VM, EM och Världscupen.
Efter olympiaden 1992 flyttade Baginskaja till Houston, USA. Hon tävlade för Belarus även i olympiaden 1996 men har därefter lämnat sporten.